# Aphaia

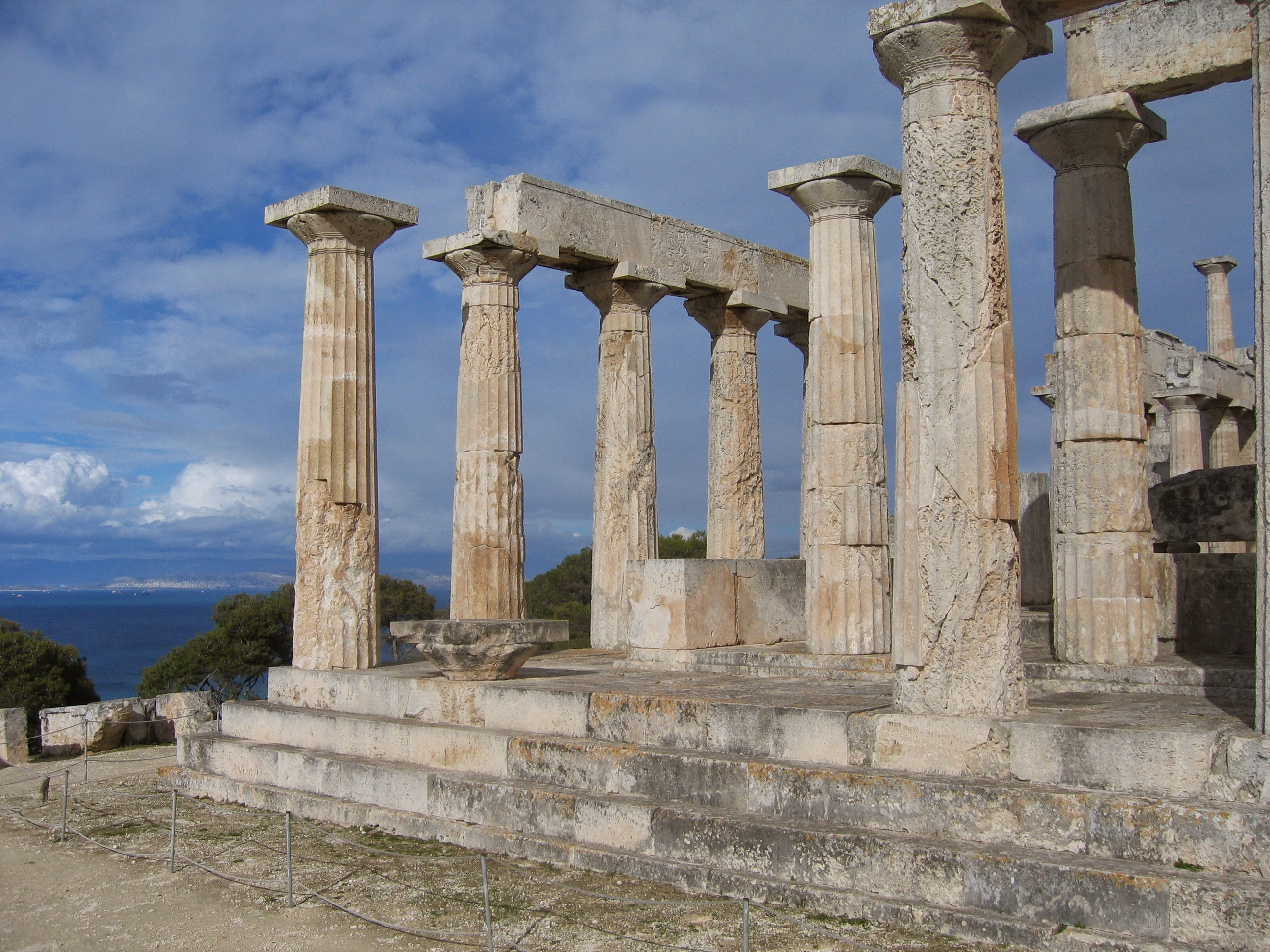
Aphaia-Tempel auf Aigina

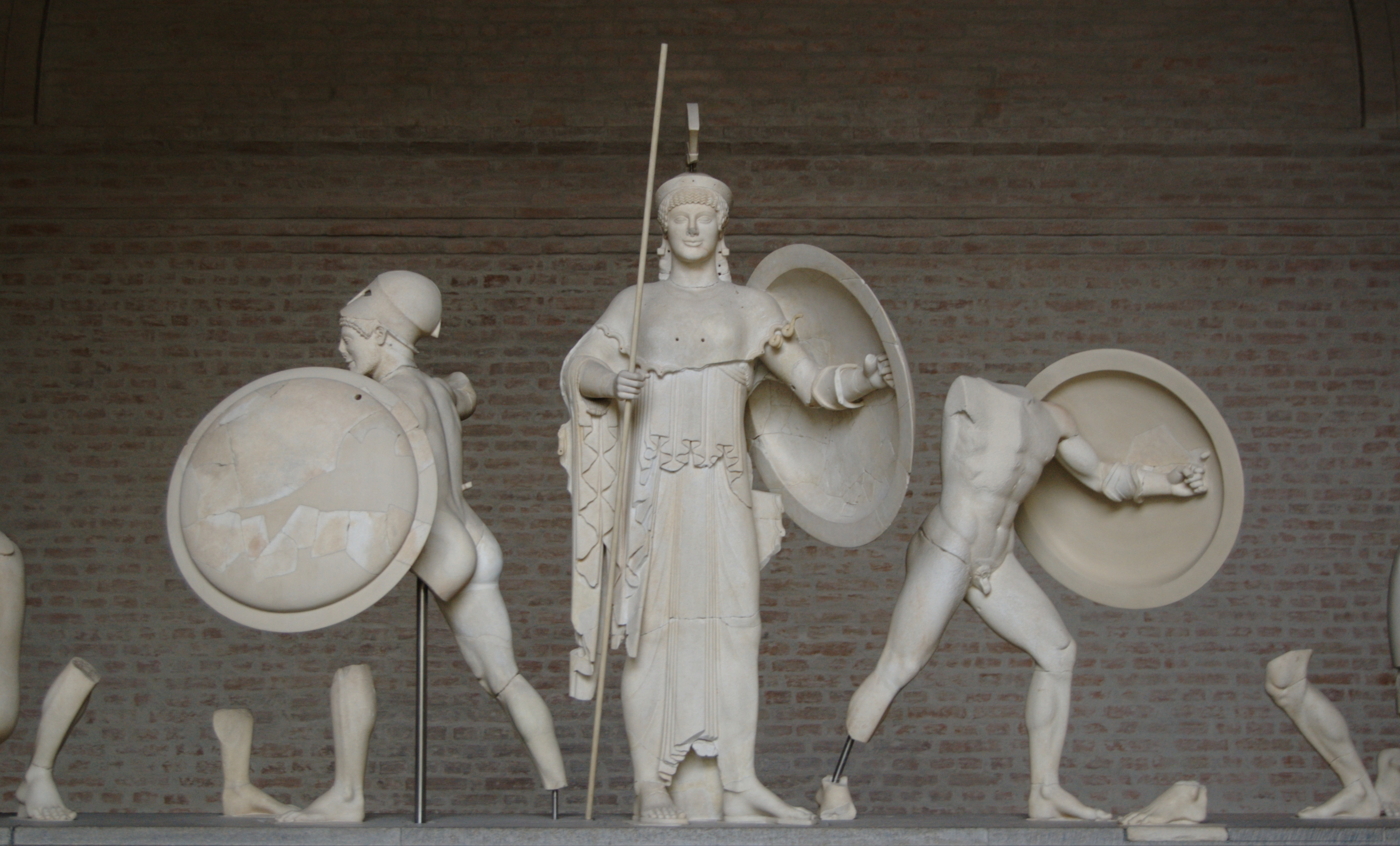
Detail der sogenannten Aigineten mit Athena in der Mitte

Aphaia (altgriechisch Ἀφαία Aphaía, deutsch ‚die Nicht-dunkle‘, also ‚die Helle‘, lateinisch Aphaea) ist eine griechische Göttin. Sie hatte ihren Kult nur auf der Insel Aigina und war die Hauptgöttin dieser Insel, stammt aber wohl aus Kreta.
Manchmal wird Aphaia mit anderen Göttinnen, nämlich Artemis, Athene oder der Nymphe Britomartis identifiziert. Britomartis selbst wurde mit Artemis identifiziert und gehört zu ihrem Kult.
Aphaias Tempel stand 13 km östlich des Hauptorts auf einem Hügel. Er wurde etwa 50 Jahre nach einem Vorgängerbau um 500 v. Chr. neu errichtet. Seine Giebelfiguren, in der Archäologie als Aigineten bekannt, wurden 1812 an den bayerischen Kronprinzen Ludwig verkauft und befinden sich seitdem in der Glyptothek in München. Bertel Thorvaldsen rekonstruierte diese Giebelfiguren. Jedoch wurden Thorvaldsens Ergänzungen, die auf klassizistischen Vorstellungen beruhten, entfernt, weil sie sich archäologisch nicht halten ließen. Das Grabungsmuseum beim Aphaiatempel enthält die wichtigsten Funde der deutschen Ausgrabungen im Tempelgelände, die 1988 abgeschlossen wurden.